# Hannah Pohl
Hannah Pohl (* 28. März 1994 in Bad Honnef) ist eine deutsche Badmintonspielerin.

## Karriere
Pohl begann mit sechs Jahren beim TuS 05 Oberpleis Badminton zu spielen. 2012 siegte sie in der Altersklasse U19 mit Annika Horbach bei der deutschen Juniorenmeisterschaft und kam bei den Turkey International erstmals bei einem internationalen Turnier unter die besten drei. Außerdem wurde Pohl mit dem 1. BC Beuel in der Bundesliga Dritte. Zwei Jahre später wurde sie an der Seite von Alina Hammes erneut nationale Nachwuchsmeisterin und Dritte in der Bundesliga 2013/14. 2015 stand Pohl mit ihrer Mannschaft erneut auf dem Podium und erspielte eine Bronzemedaille bei den Polish Open 2015. Bei der deutschen Meisterschaft erreichte sie zum ersten Mal eine Platzierung unter den besten drei. Im folgenden Jahr beendete die vierfache Gewinnerin der westdeutschen Meisterschaft mit Lisa Kaminski die Belgian International 2016 auf Rang drei. 2017 triumphierte Pohl mit ihrem Sieg bei den Mauritius International erstmals bei einem Wettkampf der Badminton World Federation. Bei der nationalen Meisterschaft gewann sie mit Kaminski erneut Bronze und qualifizierte sich 2017 ebenfalls für ihre erste Weltmeisterschaft. Mit dem 1. BC Beuel zog Pohl in der Saison 2017/18 ins Endspiel um die deutsche Meisterschaft ein, in dem ihr Verein gegen den 1. BC Bischmisheim unterlag. Außerdem stand sie bei den Polish International 2018 zwei Mal auf dem Podest. Für Pohl war 2019 das erfolgreichste Jahr ihrer sportlichen Karriere. So erreichte sie bei internationalen Wettkämpfen mit Kaminski das Finale der Slovak Open 2019 und der Latvia International 2019 und war bei den German International 2019 und den Czech Open 2019 siegreich. Des Weiteren gewann sie bei der deutschen Meisterschaft eine weitere Bronzemedaille. Im 2021 erschienenen Hindi-Film Saina spielte Pohl die Rolle der Carla Martinez, die der mehrfachen Weltmeisterin Carolina Marín nachempfunden ist. Im Jahr darauf stand sie in zwei Disziplinen bei den nationalen Titelkämpfen auf dem Podium.
Seit 2018 ist sie auch (als Lehrgangsbeste) Inhaberin der A-Trainerlizenz des Deutschen Badminton-Verbands und neben ihrer Tätigkeit beim 1.BC Beuel seit 2021 zusätzlich im Trainerteam beim Bundesligisten BC Remagen.

## Sportliche Erfolge
| Jahr | Veranstaltung                       | Platz | Disziplin   | Spielpartner   |
| ---- | ----------------------------------- | ----- | ----------- | -------------- |
| 2012 | Deutsche Juniorenmeisterschaft 2012 | 1.    | Damendoppel | Annika Horbach |
| 2012 | Bundesliga 2011/12                  | 3.    | Mannschaft  | 1. BC Beuel    |
| 2014 | Deutsche Juniorenmeisterschaft 2014 | 1.    | Damendoppel | Alina Hammes   |
| 2014 | Bundesliga 2013/14                  | 3.    | Mannschaft  | 1. BC Beuel    |
| 2015 | Deutsche Meisterschaft 2015         | 3.    | Damendoppel | Lisa Kaminski  |
| 2015 | Bundesliga 2014/15                  | 3.    | Mannschaft  | 1. BC Beuel    |
| 2017 | Deutsche Meisterschaft 2017         | 3.    | Damendoppel | Lisa Kaminski  |
| 2018 | Bundesliga 2017/18                  | 2.    | Mannschaft  | 1. BC Beuel    |
| 2019 | Deutsche Meisterschaft 2019         | 3.    | Damendoppel | Lisa Kaminski  |
| 2022 | Deutsche Meisterschaft 2022         | 3.    | Damendoppel | Annika Horbach |
| 2022 | Deutsche Meisterschaft 2022         | 3.    | Mixed       | Tobias Wadenka |

| Jahr | Veranstaltung                | Platz | Disziplin   | Spielpartner       |
| ---- | ---------------------------- | ----- | ----------- | ------------------ |
| 2012 | Turkey International 2012    | 3.    | Mixed       | Jones Ralfy Jansen |
| 2015 | Polish Open 2015             | 3.    | Damendoppel | Lisa Kaminski      |
| 2016 | Belgian International 2016   | 3.    | Damendoppel | Lisa Kaminski      |
| 2017 | Mauritius International 2017 | 1.    | Damendoppel | Lisa Kaminski      |
| 2018 | Polish International 2018    | 3.    | Damendoppel | Lisa Kaminski      |
| 2018 | Polish International 2018    | 3.    | Mixed       | Peter Lang         |
| 2019 | Slovak Open 2019             | 2.    | Damendoppel | Lisa Kaminski      |
| 2019 | German International 2019    | 3.    | Damendoppel | Lisa Kaminski      |
| 2019 | German International 2019    | 1.    | Mixed       | Peter Lang         |
| 2019 | Latvia International 2019    | 2.    | Mixed       | Peter Lang         |
| 2019 | Czech Open 2019              | 1.    | Damendoppel | Lisa Kaminski      |